# 불임수술
불임수술(不姙手術)은 외과적 수술에 의해 임신을 불가능하게하는 방법이다. 피임수술(避姙手術), 단종수술(斷種手術)이라고도 한다. 또한, 특히 가축은 거세라고도 부른다.

## 같이 보기
- 피임
- 정관 수술
- 나팔관 수술